# Bootleg Series Volume 1: The Quine Tapes
Bootleg Series Volume 1: The Quine Tapes è un triplo album live del gruppo rock The Velvet Underground. È stato pubblicato il 16 ottobre del 2001 dalla Polydor Records, l'etichetta discografica proprietaria di tutto il catalogo musicale dei Velvet Underground.
The Quine Tapes rimane a tutt'oggi la prima e unica uscita dell'annunciata serie di registrazioni non ufficiali intitolata "Bootleg Series". Le varie esibizioni della band furono in origine registrate da Robert Quine, grande fan del gruppo che in seguito sarebbe diventato un celebre e influente chitarrista che collaborò con musicisti come Richard Hell e lo stesso Lou Reed (in The Blue Mask, dove il suo apporto chitarristico fu molto lodato).

## Storia
Durante il 1969, i Velvet Underground si esibirono in concerto lungo gli Stati Uniti e il Canada, suonando in più di 70 date.
Robert Quine, grande fan del gruppo, era solito seguire la band in tour per non perdersi neanche un concerto. Divenne amico dei membri del gruppo e loro acconsentirono che registrasse le loro esibizioni. Quine registrò svariati concerti, sempre su supporti non professionali come registratori a cassetta, ecc. Quindi selezionò quello che riteneva il materiale migliore e compilò una compilation su quattro facciate. Sono questi i nastri pubblicati nel 2001 con il titolo The Quine Tapes. Le musicassette originali dalle quali sono state tratte le registrazioni originali non sembrerebbero esistere più.
Musicalmente, i The Quine Tapes fotografano la band nello stesso periodo documentato sull'album 1969: Velvet Underground Live with Lou Reed. Le registrazioni di Quine, nonostante siano di bassa qualità, catturano il selvaggio spirito live della band, contenendo canzoni raramente eseguite dal gruppo come Sunday Morning, Venus in Furs e The Black Angel's Death Song, brani misconosciuti (Over You, Ride into the Sun, e Follow the Leader) e tre torrenziali versioni di Sister Ray in cui il gruppo dà sfogo a tutta la sua sperimentazione sonora più estrema e violenta.

## Tracce
Tutti i brani sono opera di Lou Reed eccetto dove indicato
Disco 1
Tracce registrate al The Family Dog, San Francisco
1. I'm Waiting for the Man (8 novembre 1969) – 7:46
2. It's Just Too Much (8 novembre 1969) – 4:08
3. What Goes On (8 novembre 1969) – 8:25
4. I' Can't Stand It (8 novembre 1969) – 6:20
5. Some Kinda Love (8 novembre 1969) – 4:48
6. Foggy Notion (8 novembre 1969) (Sterling Morrison, Doug Yule, Maureen Tucker, Hy Weiss) – 4:41
7. Femme Fatale (7 novembre 1969) – 3:14
8. After Hours (8 novembre 1969) – 3:05
9. I'm Sticking with You (8 novembre 1969) – 2:48
10. Sunday Morning (9 novembre 1969) (Reed, John Cale) – 2:56
11. Sister Ray (7 novembre 1969) (Reed, Cale, Morrison, Tucker) – 24:03

Disco 2
Tracce registrate al The Matrix, San Francisco
1. Follow the Leader (27 novembre 1969) – 17:05
2. White Light/White Heat (1º dicembre 1969) – 10:03
3. Venus in Furs (1º dicembre 1969) – 5:14
4. Heroin (23 novembre 1969) – 8:11
5. Sister Ray (3 dicembre 1969) (Reed, Cale, Morrison, Tucker) – 38:00

Disco 3
Tracce registrate al The Matrix, novembre 1969 eccetto la traccia numero 7, registrata alla Washington University, St. Louis.
1. Rock & Roll (25 novembre 1969) – 6:49
2. New Age (24 novembre 1969) – 5:24
3. Over You (25 novembre 1969) – 2:41
4. The Black Angel's Death Song (23 novembre 1969) (Reed, Cale) – 5:54
5. I'm Waiting for the Man (27 novembre 1969) – 11:37
6. Ride into the Sun (24 novembre 1969) – 11:11
7. Sister Ray/Foggy Notion (11 maggio 1969) (Reed, Cale, Morrison, Tucker/Morrison, Yule, Tucker, Weiss) – 28:43

## Formazione
The Velvet Underground
- Sterling Morrison – chitarra ritmica e solista, cori
- Lou Reed – voce, chitarra ritmica e solista
- Maureen Tucker – percussioni, voce in After Hours e I'm Sticking with You
- Doug Yule – basso, organo, cori, voce in Ride into the Sun

Staff tecnico
- Robert Quine – registrazione audio
- The Velvet Underground – produzione